# Twardnicowate
Twardnicowate (Sclerotiniaceae  Whetzel) – rodzina grzybów z rzędu tocznikowców (Helotiales).

## Charakterystyka
Są saprotrofami lub pasożytami roślin. Owocniki typu apotecjum, kubkowate lub talerzowate, płaskie, na trzonkach i zazwyczaj wyrastające w sklerocjach. Zewnętrzna ich warstwa zbudowana z komórek kulistych lub pryzmatoidalnych, wewnętrzna z komórek pryzmatoidalnych lub luźnych strzępek. Worki 8-zarodnikowe, amyloidalne, rzadko nieamyloidalne, czasami powstające z pastorałek. Askospory elipsoidalne, rzadko wrzecionowate lub kiełbaskowate, gładkie, szkliste, rzadko brodawkowate, z 1–3 septami. Tworzą mikrokonidia przez pączkowanie. Ananmorfy typu hyphomycetes, tworzące acerwulusy lub pyknidia. Konidiogeneza holoblastyczna lub fialidowa. Konidia o kształcie pręta bez przegród, szkliste, gładkie.
Sclerotiniaceae są siostrzanym kladem monofiletycznej rodziny Rutstroemiaceae. Niektóre taksony są patogenami pędów roślin jednoliściennych i dwuliściennych. Rozwijają się na ich liściach, kwiatach, owocach, nasionach i drewnie, powodując zrakowacenia łodyg, zarazę kwiatów oraz plamy na owocach i liściach. Do rodziny tej należy również Botrytis cinerea, sprawca szarej pleśni. Gatunek ten jest jednym z dziesięciu najbardziej niszczycielskich patogenów roślin.

## Systematyka
Pozycja w klasyfikacji według Index Fungorum:
Sclerotiniaceae, Helotiales, Leotiomycetidae, Leotiomycetes, Pezizomycotina, Ascomycota, Fungi.
Według aktualizowanej klasyfikacji Index Fungorum bazującej na Dictionary of the Fungi do rodziny tej należą rodzaje:

- Amerosporium Speg. 1882
- Amphobotrys Hennebert 1973
- Asterocalycella Höhn. ex R. Kirschner 2019
- Botryotinia Whetzel 1945
- Botrytis P. Micheli ex Pers. 1794 – gronowiec
- Ciboria Fuckel 1870 – kubianka
- Ciborinia Whetzel 1945
- Clarireedia L.A. Beirn, B.B. Clarke, C. Salgado & J.A. Crouch 2018
- Cristulariella Höhn. 1916
- Cudoniopsis Speg. 1925
- Dicephalospora Spooner 1987
- Dumontinia L.M. Kohn 1979
- Elliottinia L.M. Kohn 1979
- Grovesinia M.N. Cline, J.L. Crane & S.D. Cline 1983
- Haradamyces Masuya, Kusunoki, Kosaka & Aikawa 2009
- Hinomyces Narumi & Y. Harada 2006
- Kohninia Holst-Jensen, Vrålstad & T. Schumach. 2004
- Martininia Dumont & Korf 1970
- Monilia Bonord. 1851
- Monilinia Honey 1928 – paciornica
- Mycopappus Redhead & G.P. White 1985
- Myrioconium Syd. & P. Syd. 1912
- Myriosclerotinia scirpicola (Rehm) N.F. Buchw. 1947
- Nervostroma Narumi & Y. Harada 2006
- Ovulinia F.A. Weiss 1940
- Phaeosclerotinia Hori 1916
- Pseudociboria Kanouse 1944
- Pycnopeziza W.L. White & Whetzel 1938
- Redheadia Y. Suto & Suyama 2005
- Sclerencoelia Pärtel & Baral 2016
- Scleromitrula S. Imai 1941
- Sclerotinia Fuckel 1870 – twardnica
- Seaverinia Whetzel 1945
- Septotinia Whetzel 1937
- Septotis N.F. Buchw. ex Arx 1970
- Streptobotrys Hennebert 1973
- Streptotinia Whetzel 1945
- Stromatinia (Boud.) Boud. 1907
- Valdensinia Peyronel 1953
- Verrucobotrys Hennebert 1973[2].

Nazwy polskie według M.A. Chmiel i in.